# FreedomWorks
FreedomWorks (en español: La libertad funciona), es un grupo de defensa y un think tank conservador y libertario con sede en Washington D. C. FreedomWorks capacita a voluntarios, ayuda en campañas y los alienta a movilizarse, interactuando tanto con los ciudadanos como con sus representantes políticos. El grupo se asoció ampliamente con el movimiento del Tea Party antes de alinearse firmemente con Donald Trump. Los Hermanos Koch han sido una fuente importante de financiación de la organización.

## Historia
FreedomWorks se originó a partir de un grupo político conservador fundado por los hermanos David Koch y Charles Koch, llamado "Ciudadanos por una Economía Sólida" (en inglés: Citizens for a Sound Economy) (CSE). 
En 2004, CSE se dividió en Americans for Prosperity, dirigido por la presidenta Nancy Pfotenhauer, y un grupo restante que se fusionó con Empower America y pasó a llamarse FreedomWorks, dirigido por el presidente y director ejecutivo Matt Kibbe.  
En diciembre de 2006, el millonario Steve Forbes se unió al consejo de administración de FreedomWorks. 
FreedomWorks es miembro asociado de State Policy Network, una red nacional de think tanks estadounidenses orientados al libre mercado.
En 2009, la revista Mother Jones incluyó a FreedomWorks como un negacionista significativo del cambio climático.

## Actividades
Junto con Americans for Prosperity, FreedomWorks jugó un papel importante y fue una parte significativa del movimiento del Tea Party. FreedomWorks decidió centrarse en la negación del cambio climático.
En 2009, FreedomWorks respondió al creciente número de protestas del Tea Party en los Estados Unidos y se convirtió en uno de los varios grupos activos en las protestas fiscales del Tea Party.
Tres grupos conservadores nacionales, FreedomWorks, Americans for Prosperity y DontGo, lideraron el movimiento del Tea Party en abril de 2009, según la revista The Atlantic. 
FreedomWorks fue uno de los organizadores principales de la marcha del contribuyente, realizada el 12 de septiembre de 2009 en Washington D. C.
En febrero de 2010, FreedomWorks se encontraba entre los doce grupos más influyentes del movimiento del Tea Party, según el diario National Journal.
En septiembre de 2010, FreedomWorks fue una de las cinco organizaciones más influyentes en el movimiento del Tea Party, según The Washington Post.
En 2009, FreedomWorks abogó por la derrota de la legislación sobre el cambio climático patrocinada por el Partido Demócrata.
En 2010, FreedomWorks ayudó a organizar las protestas del Tea Party, y distribuyó propaganda oponiéndose a la política climática nacional.
FreedomWorks promovió el contrato para Estados Unidos, un manifiesto del Tea Party, en oposición a las iniciativas de la administración Obama sobre la reforma del sistema nacional de salud.

## Campañas
FreedomWorks patrocinó una campaña para bloquear la legislación climática, así como la agenda globalista de Obama.
Entre otras actividades, FreedomWorks organiza campamentos de entrenamiento y capacitación para simpatizantes y candidatos del Partido Republicano. 
FreedomWorks gastó más de 10$ millones de dólares USA en las elecciones de 2010, solamente en gastos de campaña. La lista de lectura requerida para los nuevos empleados incluye a Saul Alinsky, Frédéric Bastiat y Ayn Rand.
Según un artículo de 2010, publicado en The New York Times, FreedomWorks "ha hecho más que cualquier otra organización para construir el movimiento Tea Party". 
En las elecciones del Congreso de 2010, FreedomWorks respaldó a varios candidatos, entre ellos: Marco Rubio, Pat Toomey, Mike Lee y Rand Paul. Además de los candidatos al Senado de los Estados Unidos antes mencionados, FreedomWorks apoyó a 114 candidatos para cargos federales, de los cuales setenta ganaron las elecciones.
Un estudio independiente realizado por la Universidad Brigham Young, mostró que el respaldo de FreedomWorks tuvo un impacto estadísticamente significativo en el éxito de un candidato en las elecciones.
En 2011, FreedomWorks llevó a cabo una serie de campañas dirigidas al comportamiento empresarial de búsqueda de rentas. 
FreedomWorks realizó una campaña con el objetivo de lograr que la compañía eléctrica Duke Energy despidiera a su director ejecutivo Jim Rodgers, acusando a Duke Energy de presionar y de seguir una agenda progresista, para garantizar que la empresa reciba subsidios gubernamentales por apoyar la energía verde.
Además de sus campañas contra la búsqueda de rentas, FreedomWorks también ha participado activamente en una serie de campañas temáticas a nivel estatal y nacional, una de ellas es la campaña de elección escolar en Pensilvania.
FreedomWorks llevó a cabo una campaña de base activa en apoyo a las reformas del gobernador de Ohio, John Kasich. 
FreedomWorks entregó miles de carteles y folletos, y tiene miles de votantes conservadores registrados.

## Comité de acción política
En 2011, FreedomWorks lanzó un comité de acción política (PAC) llamado FreedomWorks for America. 
El propósito declarado de este PAC es empoderar a la comunidad descentralizada y sin líderes del movimiento del Tea Party, mientras continúa su toma gradual del poder en el seno del Partido Republicano. 
Entre los candidatos respaldados por este PAC, hay que destacar a: Don Stenberg, Ted Cruz, Jeff Flake y Richard Mourdock. 
En septiembre de 2013, FreedomWorks se opuso a la legislación que pedía la autorización para el uso de la fuerza militar contra el gobierno de Siria para responder al presunto uso de armas químicas.
El 12 de febrero de 2014, FreedomWorks se unió a Rand Paul, en una demanda contra la administración del expresidente Barack Obama, en relación con los informes de escuchas telefónicas nacionales de la NSA. La demanda estaba dirigida contra el expresidente Obama, el director de la Inteligencia Nacional, James Clapper, y el director general de la Agencia de Seguridad Nacional, Keith Alexander. El exfiscal general de Virginia, Ken Cuccinelli, representó a Rand Paul y a FreedomWorks en este caso.
Algunas campañas de FreedomWorks parecen ser astroturfing, porque proyectan la impresión ficticia de haber sido creadas por una organización de base.
Durante la campaña electoral de 2020, FreedomWorks impulsó varias afirmaciones sobre el voto por correo, dirigidas a campañas publicitarias en estados indecisos con altas concentraciones de votantes minoritarios, los anuncios sugerían que el voto por correo no era seguro para los votantes.

## Legislación aprobada
FreedomWorks apoyó la Ley de Asequibilidad y Seguridad de la Electricidad (HR 3826; 113 ° Congreso), que entró en la Cámara de Representantes el 9 de enero de 2014. El proyecto de ley derogaba una regla pendiente publicada por la Agencia de Protección Ambiental (EPA) el 8 de enero de 2014.
La regla propuesta establecía límites nacionales uniformes sobre las emisiones de gases de efecto invernadero de las nuevas instalaciones generadoras de electricidad que usan carbón o gas natural.
La regla también establece nuevos estándares de desempeño para esas plantas de energía, incluido el requisito de instalar tecnología de captura y almacenamiento de carbono. 
En una publicación en un blog, el entonces presidente de FreedomWorks, Matt Kibbe, dijo que: 
"El proyecto de ley contribuiría en gran medida a frenar la guerra radical de la Agencia de Protección Ambiental (EPA) contra la energía asequible y confiable de los combustibles fósiles". 
Kibbe argumentó que la regla propuesta por la EPA era: "Un intento obvio por la puerta trasera para prohibir efectivamente el carbón, porque los estándares se establecieron muy por debajo de los niveles de emisiones logrados incluso en las instalaciones de carbón más avanzadas."
FreedomWorks respalda la Ley de sentencias más inteligentes de 2015, la Ley REDEEM y la Ley de privacidad del correo electrónico. FreedomWorks se opone a la regulación de la neutralidad de red.

## Financiación
Según The New York Times, FreedomWorks ha recibido el apoyo de la industria petrolera. Según el grupo de defensa liberal Common Cause, FreedomWorks también ha recibido financiación de Verizon Communications y AT&T. Otros donantes de FreedomWorks han incluido a Philip Morris International y fundaciones controladas por la familia Scaife, de acuerdo con las declaraciones de impuestos y otros registros.
FreedomWorks también recibe fondos a través de la venta de contratos de seguro, a través de las cuales los asegurados se convierten automáticamente en miembros.
En 2012, FreedomWorks tuvo unos ingresos de 15 millones de dólares estadounidenses. En 2012, algunos miembros de los medios de comunicación analizaron con detenimiento 12 millones de dólares estadounidenses en donaciones por parte de William S. Rose, a través de dos de sus empresas, diversos grupos de vigilancia solicitaron investigaciones sobre las donaciones, alegando que las empresas se crearon simplemente para ocultar la identidad de los contribuyentes.